# Kazimierz Baranowicz
Kazimierz Baranowicz herbu Junosza (zm. przed 29 sierpnia 1757) – strażnik polny litewski w latach 1735–1762, starosta koniawski.
W 1735 roku podpisał uchwałę Rady Generalnej konfederacji warszawskiej. Poseł powiatu słonimskiego na sejm nadzwyczajny pacyfikacyjny 1736 roku.